# 朝野久美
朝野 久美（あさの くみ、1987年4月22日 - 2008年8月12日）は、兵庫県新温泉町出身のシッティングバレーボール選手。

## 経歴
バレーボール部に所属していた中学3年時に骨肉腫を患い、左足をひざ下から切断した他、1年半にもわたる入院を余儀なくされた。新温泉土木事務所に就職後の2006年3月、理学療法士の紹介によりシッティングバレーボールに出会った。
2008年5月、北京パラリンピックのシッティングバレー競技の日本代表に選ばれる。しかしその後容態が悪化し、左胸に転移していた腫瘍により7月末より鳥取県の米子市の病院へ入院していた。抗がん剤による治療も行っていたが、左胸壁転移性腫瘍により8月12日に死去。21歳没。